# La Voz de Navarra
La Voz de Navarra fue un periódico español editado en Pamplona entre 1923 y 1936. La publicación, de ideología nacionalista vasca, ejérció como portavoz del nacionalismo en Navarra. Tenía su sede en la calle Zapatería de Pamplona.

## Historia
El diario nació bajo la idea de editar una publicación realizada en Navarra para los navarros, de carácter nacionalista e impregnado de un tono navarrista y fuerista. La iniciativa surgió de varios navarros vinculados al nacionalismo vasco, entre los cuales se encontraban Manuel de Aranzadi, Estanislao Aranzadi Izkue, Joaquín San Julián, Manuel Zarranz, Leopoldo Garmendia, Manuel de Irujo, Ramón Unzu y Got, Javier San Julián, Serapio Esparza. Su primer número salió a la calle el 4 de marzo de 1923.
Durante la Dictadura de Primo de Rivera llegó a recibir varias sanciones gubernativas.
Aunque predominaba el castellano desde el principio utilizó el euskera con una o dos secciones y en los anuncios alentaba a los vascoparlantes a utilizar esta lengua. Durante la Segunda República realizó un gran esfuerzo informativo respecto al Estatuto vasco de Autonomía, que en principio también afectaba a la propia Navarra. Coexistió con los otros periódicos hegemónicos de Navarra, el Diario de Navarra y El Pensamiento Navarro, con los que mantuvo numerosos conflictos y polémicas.
Al inicio de la Guerra civil el diario fue clausurado. Sus instalaciones fueron incautadas por Falange y en su lugar pasó a imprimirse el periódico Arriba España.

## Directores
- Eladio Esparza (hasta 1925).
- José Lecároz Goñi (hasta julio de 1927).
- Jesús Etayo Zalduendo.
- Jesús Aranzadi.
- Alberto Lorenzo Lamas (interino en febrero de 1930).
- Miguel Esparza.
- José Aguerre.